# Бризгалов Михайло Васильович
Михайло Васильович Бризгалов (нар. 1907, село Шульгине, тепер Олександро-Шультине Костянтинівського району Донецької області — 1976, місто Костянтинівка Донецької області) — український радянський діяч, голова виконавчого комітету Старобешівської та Костянтинівської районних рад депутатів трудящих, 1-й секретар Тельманівського районного комітету КП(б)У Сталінської області. Депутат Верховної Ради УРСР 3-го скликання.

## Біографія
Народився в родині селянина-бідняка. Трудову діяльність розпочав у 1920 році наймитом у заможних селян. У 1930 році разом із родиною вступив до колгоспу «Шлях Леніна» Костянтинівського району.
Член ВКП(б) з 1930 року.
У 1933—1937 роках — голова колгоспу «Шлях Леніна» Костянтинівського району Донецької області.
У 1937—1939 роках — слухач дворічної школи директорів машинно-тракторних станцій (МТС).
У 1939—1941 роках — завідувач Костянтинівського районного земельного відділу; заступник голови виконавчого комітету Костянтинівської районної ради депутатів трудящих Сталінської області.
З жовтня 1943 роках — голова виконавчого комітету Старобешівської районної ради депутатів трудящих Сталінської області.
У кінці 1940-х — середині 1950-х роках — 1-й секретар Тельманівського районного комітету КП(б)У Сталінської області.
На 1958 рік — голова виконавчого комітету Костянтинівської районної ради депутатів трудящих Сталінської області.
Потім працював директором Костянтинівської кондитерської фабрики.
Помер у 1976 році, похований в місті Костянтинівці.

## Нагороди
- орден Леніна
- два ордени Трудового Червоного Прапора (23.01.1948, 26.02.1958)
- орден Вітчизняної війни 1-го ст. (1.02.1945)
- медалі